# قالب‌گیری تزریقی فلزات

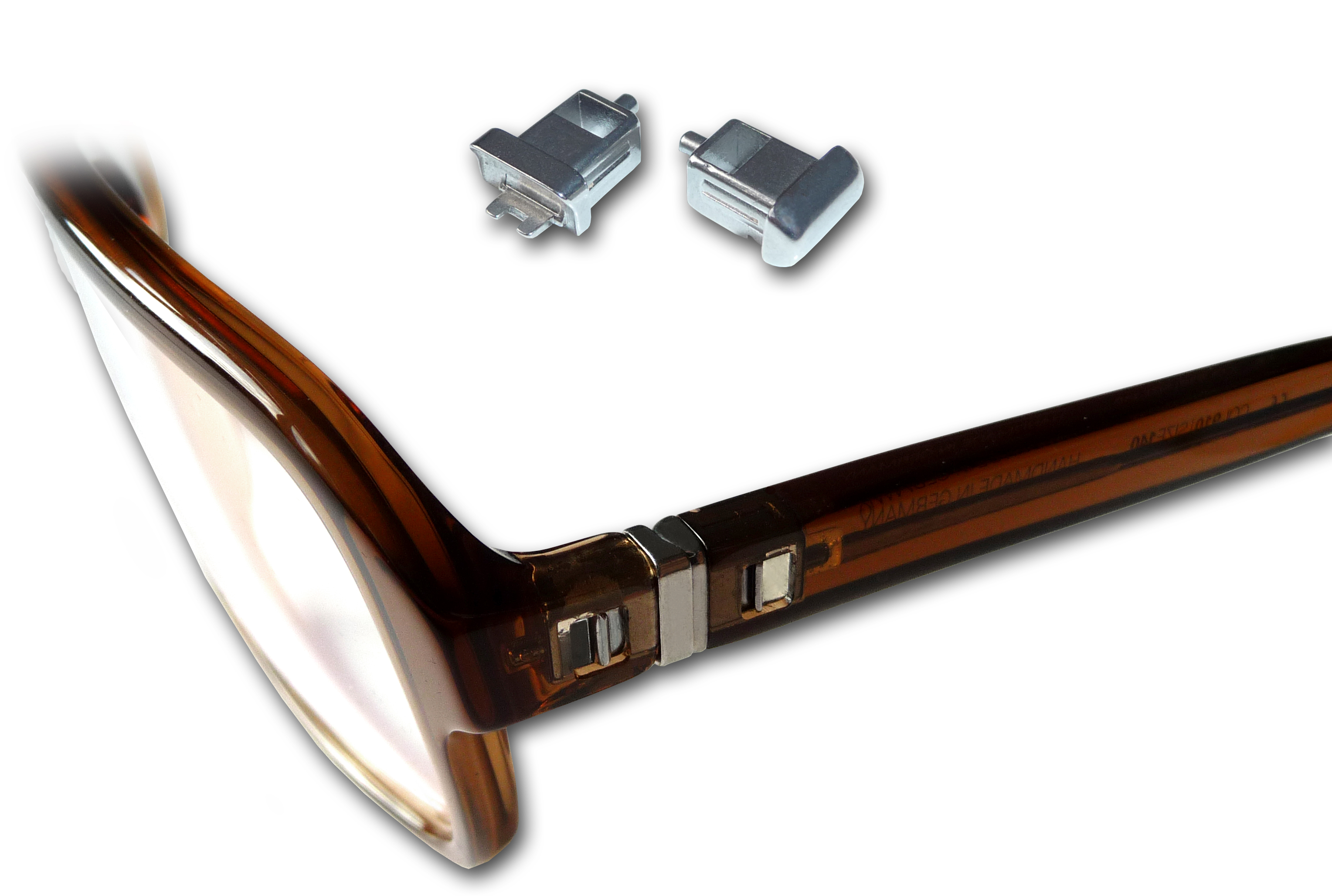
مثالی از قطعات ریز ساخته شده با این روش

قالب‌گیری تزریقی فلزات (به انگلیسی: Metal Injection molding) برای قطعات کوچک، پیچیده و پر هزینه کاربرد دارد. در این روش نیازی به فرایند پرداخت کاری نهایی نیست و این روش باعث صرفه جویی در زمان، مواد و هزینه می‌شود. این شیوه به روش تولید اکستروژن خیلی نزدیک است اما تفاوت‌های بسیاری با آن دارد از جمله اینکه در روش قالب‌گیری تزریقی ما از پودر فلز یا پودر مواد دیگر استفاده می‌کنیم، در صورتی که در روش اکستروژن از خود فلز استفاده می‌شود.
ریخته‌گری تزریقی (Injection molding) یکی از رایج‌ترین روش‌های تولید قطعات پلاستیکی است. بدنه تلویزیون‌ها، مانیتورها، دستگاه پخش CDها، عینک‌ها، مسواک‌ها، قطعات خودرو و بسیاری قطعات دیگر با این روش ساخته می‌شوند. قالب‌گیری تزریقی را می‌توان برای همه ترموپلاست‌ها به جز پلی تترا فلوروتین (PTFE)، پلی‌ایمید، بعضی پلی استرهای آروماتیک و بعضی پلاستیک‌های خاص دیگر به کار برد.

## فرایند قالب‌گیری تزریقی فلزات

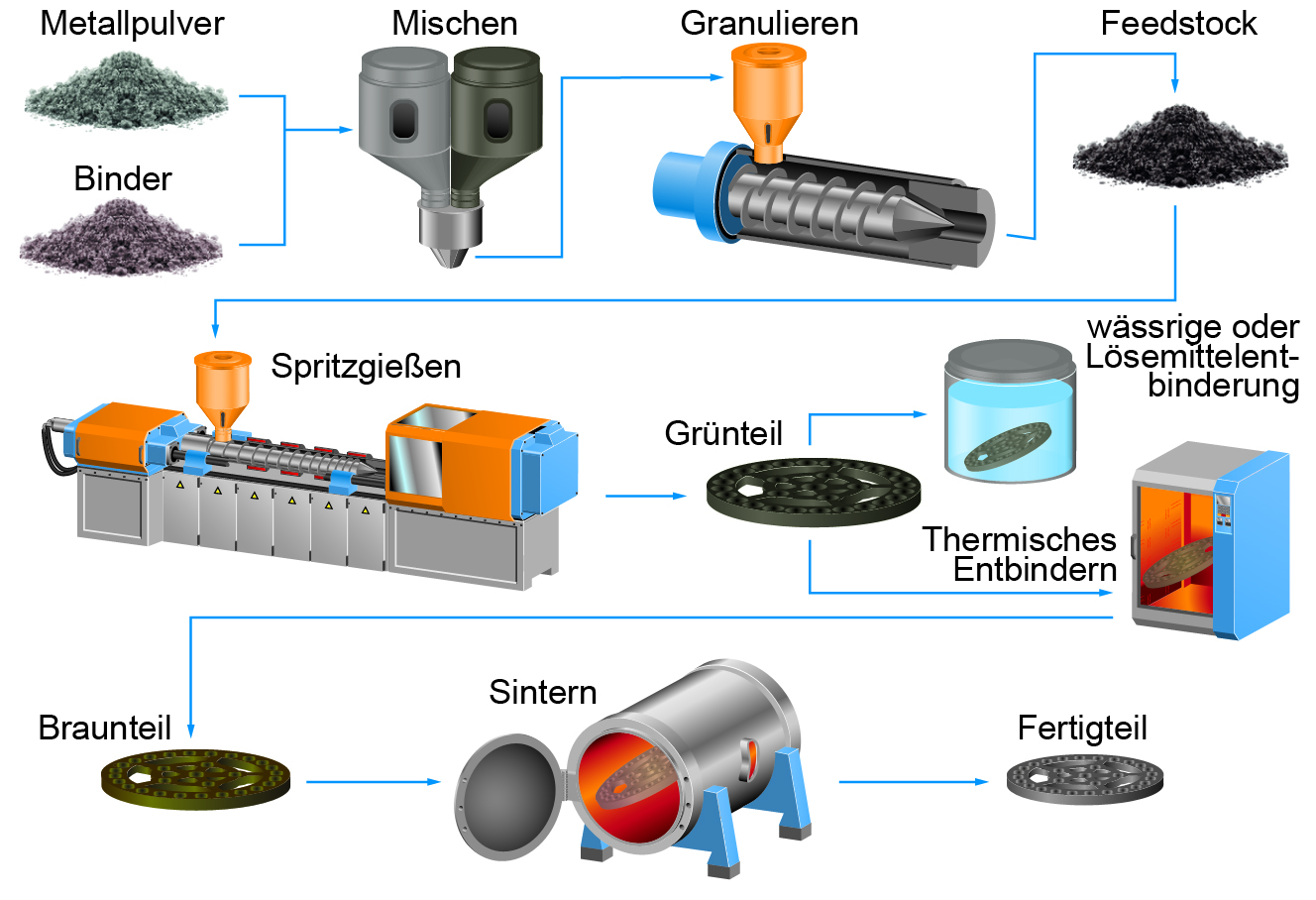
فرایند تزریق پودر فلز

قالب‌گیری تزریقی پودر فرایند منحصر به فردی است که می‌توان پودرهای مواد فلزی، سرامیک و سرمت را به قطعه تبدیل نماید. در صورتی که این فرایند برای شکل‌دهی قطعات فلزی استفاده شود، آن را قالب‌گیری تزریقی فلزات(MIM) می‌نامند. در این روش پودر مواد را با یک مجموعه ماده پلیمری مخلوط می‌کنند و یک توده قابل تزریق به وجود می‌آورند که آن را Feedstock می‌نامند. Feedstock حاصل را توسط ماشین‌های تزریق معمولی تزریق کرده تا قطعه خام(Green Body) به دست آید. پس از تزریق، قطعه خام را چسب زدایی کرده و ماده پلیمری (چسب) موجود در قطعه را برطرف می‌نمایند. قطعه چسب زدایی شده را Brown Body می‌نامند که به منظور افزایش استحکام و خواص مکانیکی توسط کوره‌هایی با اتمسفر کنترل شده، سینتر می‌گردد.
در مرحله چسب‌زدایی، بخش زیادی از جزء پلیمری از قطعه برطرف می‌شود. اگر تمامی ماده پلیمری از قطعه خام گرفته شود، قطعه ریزش کرده و از هم می‌پاشد. به همین دلیل ماده پلیمری دیرگداز که معمولاً ۱۰ درصد وزنی کل جزء پلیمری را تشکیل می‌دهد، در مرحله چسب زدایی برطرف نمی‌شود و در قطعه باقی می‌ماند تا شکل آن را حفظ نموده و قطعه به مرحله سینترینگ برسد. در مراحل اولیه سینترینگ، ماده پلیمری دیرگداز هم برطرف می‌شود. مواد اولیه پودری روش MIM ریزتر از متالورژی پودر معمولی هستند. معمولاً ذرات پودر زیر ۱۰ میکرون می‌باشند.

## ویژگی‌های پودر
اکثر فلزات برای تولید پودر می‌توانند به کار روند به جز چند مورد از جمله آلومینیوم و منگنز، که به علت تشکیل سریع اکسید بر روی این فلزات از آن‌ها استفاده نمی‌شود. پودر ایده‌آل مورد استفاده در این روش دارای ویژگی‌های زیر است:
۱- توزیع مناسب ۲- ویسکوزیته پایین ۳- شکل ذرات کروی باشند ۴ – اندازه ذرات زیر ۲۰ میکرومتر باشد
اما چسب‌ها شامل موم‌ها ی طبیعی و پلیمرهای مصنوعی هستند، گاهی اوقات برای اصلاح خصوصیات چسب از مواد دیگر نیز استفاده می‌شود. باید به این نکته توجه کرد که ماده چسبنده با پودر نباید واکنش شیمیایی بدهد.

## کاربرد
معمولاً برای ساخت قطعاتی از جنس فلز و آلیاژهایی که دمای ذوب آن‌ها بالای ۱۰۰۰ درجه سانتی گراد است استفاده می‌گردد. تلرانس ابعادی قطعات ساخته شده با این روش در شرایط معمولی ۳/ ۰ درصد بوده که برای حالتهای خاص به۱ / ۰ درصد هم می‌رسد.
از MIM معمولاً برای تولید قطعات ساده استفاده نمی‌گردد چرا که روش‌های دیگر مانند متالورژی پودر معمولی ،ریخته‌گری دقیق و ریخته‌گری تحت فشار (دایکست) برای این نوع تولیدات مناسب تر است. هر چقدر پیچیدگی قطعه بیشتر شود استفاده از MIM ارجح تر و اقتصادی تر است خصوصاً اگر قطعات نیاز به عملیات تکمیلی بعدی مانند سنگ‌زنی، ماشینکاری، سوراخکاری و غیره داشته باشند. به دلیل نیاز به تنظیمات و هزینه ابزار و تجهیزات، تولید سالیانه قطعات با این روش حداقل بین ۲۰۰۰ تا ۵۰۰۰ عدد در نظر گرفته می‌شود. به‌طور معمول بیش از۵۰۰۰ قطعه در سال برای تولید با این روش مناسب است. برای تولید بیش از۱۰۰۰۰۰ قطعه در سال نیز به دلیل نیاز به تعمیر و بازسازی مجدد ابزارها هزینه تولید چندان کاهش پیدا نمی‌کند. هزینه تولید قطعات توسط MIM تقریباً ۶ تا ۳۰ برابر هزینه پودر اولیه را شامل می‌شود.
فناوری MIM به‌طور روزافزونی در کاربردهای زیر استفاده می‌شود:
۱)صنایع خودرو
۲)الکترونیک
۳)مهندسی برق
۴)مهندسی ابزار دقیق
۵)فناوری بهداشتی
۶)مهندسی مکانیک
۷)فناوری اتصال اجزاء به یکدیگر
۸)ماشین‌های نساجی

## خواص مکانیکی محصولات قالب گیری تزریقی فلزات

### خواص کششی
- نمونه‌های تست کشش:

MIM فرایند شکل دادنی است که با آن می‌توان انواع اشکال پیچیده را با دقت تولید نمود، به همین دلیل نمونه‌های تست کشش مستقیماً و بدون احتیاج به ماشین کاری اضافی قابل تولید هستند که از نظر اقتصادی و فنی اهمیت دارد.
محدودیت‌هایی که در شکل نمونه‌های کشش در دیگر فرایندهای تولید وجود دارد به خاطر تأثیر متفاوت شرایط سطحی است ولی MIM روشی است که شرایط سطحی قطعه MIM شبیه اجزای MIM است، به همین دلیل در ساخت نمونه‌های تست کشش از نظر هندسی محدودیت عمده‌ای وجود ندارد. در استانداردهای آمریکایی نمونه همانند نمونه‌هایی است که برای تست قطعات متالورژی پودر عمومی به کار می‌رود که در دو انتهای نمونه حفره‌ای وجود دارد؛ ولی در استانداردهای اروپایی برای حل مشکل ایجاد تمرکز تنش در حفرات که با همیاری عیوب تزریق (ترک و …) منجر به شکست زودرس می‌شود، حفرات حذف وجای آن‌ها را یک زایده اضافی گرفت. در شکل زیر نمونه تست کشش طبق استاندارد اروپایی مشاهده می‌شود.
- خواص مکانیکی به دست آمده از تست کشش

برای به دست آوردن استحکامی خاص، گستره وسیعی از مواد قابلیت تولید توسط این روش را دارند. هم آلیاژهای آهنی، هم غیر آهنی قابل تولید هستند. برای بدست آوردن استحکامی بالا از آلیاژهای آهنی به ویژه فولاد ضد زنگ استفاده می‌کنند، زیرا فولادهای آلیاژی قابلیت عملیات حرارتی دارند. مواد غیر آهنی مثل آلیاژهای پایه نیکل و کبالت، نیوبیوم، تیتانیوم و تنگستن قابلیت تولید توسط MIM را دارا هستند.

### استحکام خستگی مواد ساخته شده
اروپایی‌ها در صنعت MIM برای تعیین بعضی خواص مواد هزینه‌های گزافی را می‌پردازند. یکی از این خواص، خواص خستگی قطعات است (آزمونی پر هزینه). اطلاعاتی چندانی نیز در این زمینه در دست نیست ولی آنچه اثبات شده آن است که فولادهای MIM عملیات حرارتی شده، پتانسیل بالایی برای خواص خستگی دارند.